# مستفركي
مستفركي هي جماعة قروية مغربية تقع على بعد 33 كم إلى الجنوب الغربي من وجدة. وتمتد على مساحة 227 كم2، ويبلغ عدد سكانها 4832 نسمة حسب الإحصاء العام للسكان. مستفركي هي المركز الإداري للشطر الغربي لقبيلة أولاد سيدي زكري الزكارة. انفصل الشطر الشرقي للقبيلة، إداريا، منذ حوالي العشرين عاما ؛ حيث أصبح تابعا لجماعة قروية مستحدثة هي جماعة سيدي بولنوار، الواقعة جوار واد إسلي.

## جغرافيا
في جوار مستفركي تطل تيزي اعيسى على منحدر خفيف، يتقاطع مع واد اميطر وواد مسفركي: الأول جف منذ زمن ؛ والثاني يحجز صبيبه، الذي أصبح متواضعا، في عاليته ليروي، عبر ثلاث سواقي، نفس البساتين التي تحدث عنها فوانو منذ قرابة قرن من الزمان.
في القرية تتواجد الجماعة القروية، ومدرسة الإمام مسلم المركزية، والمستوصف، ومركز للتكوين المهني والسوق الأسبوعي المتواضع، ومساكن، في جوار السوق ومقر الجماعة، تقدر بحوالي المائتين.
مع الاقتراب من مسفركي، عبر هذه الطريق، يتراءى في خلفية التلال، جهة اليمين، آلغ أووذاي: جبل اليهودي
بوابة مسفركي هي المنبسط المسمى ثايلمامت أي الضاية، والجمع: ثييلمامين. تسمية تحيل على ماض غابر كانت المياه تغمر فيه المنطقة. أما اليوم فهي غائرة إلى عمق لا يقل عن مائة وخمسين مترا، حسب دراسة ميدانية حديثة.
على بعد حوالي كيلومتر ونصف، في سفح الجبل المطل شرقا على مقر الجماعة تمكن فريق ياباني، منذ عشرين عاما، من الوصول إلى المياه الجوفية، بصبيب جيد ؛على عمق مائتين وأربعين مترا. لقد فرح هؤلاء الأجانب ؛ بل وساروا على نهج الفلاحين المغاربة فذبحوا خروفا احتفاء بالحدث السعيد.
يذكر الأقدمون أنهم لم يكونوا يسيرون إلا جماعات خوفا من الضباع وسط الغابات المجاوة للقرية. يبدوا أن هذا الحيوان انقرض اليوم نهائيا من غابة الزكارة. واليوم لا يوجد سوى الثعالب وقليل من الذئاب ؛آخذة بدورها في الانقراض.

## سكان
تتوزع السكان التابعين لجماعة مسفركي دواوير عدة منها:أولاد بوريمة ؛ومنهم أغلب قياد القبيلة، السوالمية، أولاد بنعيسى، احموين، آث علي نحدو،الرسمة، لعدوديين، الحسنن، لمعايشة، افنشيرن...
من صمن هذه الدواوير شرفاء أدارسة ينتسبون إلى سيدي زكري بن علي بن ناصر، وصولا إلى محمد بن ادريس بن ادريس الأكبر.(شذور الذهب لابن رحمون) ،السلسلة الوافية..وغيرهما من المراجع.
تشكل العائلات لغواطية العربية قبيلة متكاملة ا ؛لكنهاه موزعة اداريابين خمس جماعات قروية: أولاد بل
حاج تابعون لجماعة مستفركي ؛ أولاد بوعيشة تابعون لجماعة كنفودة ؛غواط بلاد عجور تابعون لجماعة لعوينات ؛ومن لغواط من هو تابع حتى لجماعتتي سيدي بولنوار، وسيدي موسى لمهاية.
هذه الوضعية الادارية الغريبة –وهي في الحقيقة وضعية انتخابية ليس الا.
منذ سنين أصبح مستفركي مركز استقطاب لساكنة الدواوير الزكراوية المحيطة؛ خصوصا بعد أن بددت الكهرباء ظلامه منذ ثمان سنوات.
بل وأصبح مركز استقطاب أيضا لساكنة المدن من أبناء القبيلة الذين أتيح لهم أن يشيدوا به مساكن رئيسية أو ثانوية.
منذ سنين قليلة شيدت الزاوية البودشيشية فرعا كبيرا لها بأنكاد الزكارة، وفي نفس الوقت احتفظت بمركزها بقرية مداغ. حيث طاب المقام للشيخ حمزة بهذا الفرع لجودة الماء والهواء؛ فهو لايكاد يغادره.

## اقتصاد
كانت العائلات تتعاطى قديما لتربية الإبل ؛ وكانت ترتوي من واد مسفركي. عرفت حديثا بداية مشاريع فلاحين من بني يزناسن, استغلوا رخص الأرض كنتيجة لتوالي سنين الجفاف، وتفتت الملكيات الكبيرة، والهجرة القروية، فحفروا ثقوبا مائية، ذات صبيب يصل إلى 25 لترا في الثانية، مكنتهم من إنتاج فلاحي غزير ومتنوع. عمت روح المغامرة مستثمرين فلاحيين من القبيلة، فساروا في نفس الاتجاه، وهم اليوم من كبار فلاحي المنطقة. سوق مستفركي الأسبوعي يلتئم يوم الإثنين. سوق فقير جدا، من جميع الجوانب؛ حتى سمي سوق الشياخة، أي المذاكرة ؛ مادام البيع والشراء آخر ما يفكر فيه المتسوقون.
قام ملك المغرب محمد السادس بن الحسن بزيارة لمستفركي في 29 سبتمبر 2005، وللاطلاع على عدد من المشاريع الرامية إلى تحسين ظروف عيش سكانها، ومتابعة مشاريع وتجارب الجمعيات المحلية التي تنشط في المجال الاجتماعي وتهدف إلى تحقيق التنمية بالمنطقة
.
هناك مجال للقنص تكتريه جمعية مستفركي للقنص تأسست سنة 2002.